# Need for Speed Payback
Need for Speed Payback es un videojuego de carreras de mundo abierto desarrollado por Ghost Games y distribuido por Electronic Arts para PlayStation 4, Xbox One y Microsoft Windows. Es la vigésima tercera entrega de la serie Need for Speed. El videojuego fue presentado con un tráiler el 2 de junio de 2017 y fue lanzado el 10 de noviembre del mismo año.

## Jugabilidad
Need for Speed Payback tiene tres personajes jugables con diferentes conjuntos de habilidades. El juego cuenta con un ciclo dinámico que te permite competir tanto de día como noche. El jugador puede jugar individualmente o en modo multijugador. El juego tiene lugar en la ciudad ficticia de Fortune Valley (Valle de la Fortuna) basada en la ciudad de Las Vegas y cuenta con tres personajes principales; Tyler, Mac y Jess. Juntos intentarán derrotar a The House (La Casa), una organización criminal que controla a los casinos, los ladrones y la policía de la ciudad.

## Argumento
Tyler "Ty" Morgan (Jack Derges), Sean "Mac" McAllister (David Ajala) y Jessica "Jess" Miller (Jessica Madsen) forman parte de un equipo en Silver Rock, Fortune Valley, junto con su amigo y mecánico Ravindra "Rav" Chaudhry (Ramon Tikaram). Después de una carrera amistosa entre ellos, llega la amiga y reparadora de la infancia de Tyler, Lina Navarro (Dominique Tipper), con un trabajo para ellos: robar un precioso Koenigsegg Regera 2016, perteneciente a Marcus "The Gambler" Weir con algo de tecnología de alto nivel en su interior. Tyler, haciéndose pasar por piloto de pruebas, roba con éxito el coche y evade a la policía. Sin embargo, cuando llega al punto de caída, encuentra a Rav noqueado. Lina aparece, revelando que ella preparó a Tyler y su tripulación para que corrieran por el auto robado y ella se aleja, dejándolos a merced de la fuerza policial que se aproxima. Tyler aleja a la policía de su tripulación y se encuentra con Weir, quien exige que le devuelvan el coche. Al enterarse de que Lina los traicionó a ambos, Weir se enoja y decide dejar a Tyler para que lo arresten, pero cambia de opinión y le pide que lo acompañe para que pueda estar protegido de ser arrestado.
Seis meses después, Tyler trabaja como ayudante de cámara para Weir. Mientras entrega su automóvil a su casino, Tyler ve a Lina amenazando a Weir para que le entregue el casino a La Casa, un cártel que controla el inframundo de Fortune Valley. Tyler considera ir tras ella, pero Weir le aconseja que espere su momento. Frustrado por la falta de progreso, decide tomar el asunto en sus propias manos. Contactando a La Casa como corredor, participa en una carrera y la gana, a pesar de que Lina manipuló la carrera con fines de lucro. Lina intenta sacarlo de la pista, pero falla.
Weir le propone a Tyler una forma de acabar con La Casa y Lina junto con ella. El plan consiste en que Tyler debe entrar y ganar "The Outlaw's Rush", un evento de carreras callejeras masivo en el que participan los mejores corredores del país, que La Casa planea preparar para sus propios fines. Al principio, Tyler se niega a hacerlo, pero cuando Lina hace explotar su casa como advertencia, decide aceptar la oferta de Weir y volver a reunir a su equipo.
Desde la misión fallida, Mac ha tocado fondo y ha aceptado enseñarle a "HashTiger", la celebridad de Internet sobre cómo derrapar. Rav ha decidido convertirse en mecánico legítimo, y Jess, por su cuenta desde el trabajo, ahora opera como conductora de escape para el clandestino criminal de Silver Rock. Sin embargo, tras recibir la llamada de Tyler, acuerdan reunirse y escuchar el plan para derribar a La Casa.
Para entrar en The Outlaw's Rush, Tyler y Mac deben enfrentarse a las ligas callejeras en Fortune Valley para ser aceptados en la carrera. Mientras tanto, Jess hace varias escoltas y entregas de mensajería dentro de La Casa para una mujer solo conocida como The Broker. Tyler se enfrenta y gana contra La Catrina y su liga, Graveyard Shift, mientras que Mac desafía y gana contra Udo Roth y su liga, League 73. Luego, tienen la oportunidad de realizar un atraco, recuperando el Koenigsegg de Weir y devolvérselo.
Tyler y Mac luego desafían a dos ligas, Big Sister y su liga, Riot Club y Underground Soldier y su liga, Shift Lock. Mientras tanto, Jess descubre que Lina está pagando a los policías y corredores por igual para que cumplan sus órdenes cuando sea necesario y se entera de que ella y el equipo están en la lista de vigilancia de la policía y de La Casa. También se entera de que están planeando traer algo a la ciudad llamado Skyhammer y que pronto estará en operativo.
Más tarde, Tyler es contactado por La Catrina para una revancha, pero al llegar ahí, encuentra a Mac y Jess ahí también, quienes han sido llamados ahí con diferentes pretextos. Al darse cuenta de que han sido creados por Lina, los tres son perseguidos por la policía. Durante la persecución, se revela que Skyhammer es un interruptor PEM colocado en el helicóptero de persecución que, cuando se activa, es capaz de ralentizar un automóvil o inmovilizarlo si se enfoca durante largos períodos. Los tres logran derribar el helicóptero y se escapan de la policía.
Exiliados una vez más por La Casa, Tyler y Mac continúan su búsqueda para ganar aliados contra La Casa al enfrentarse a tres ligas más: Silver Six, liderado por el amigo de la infancia de Tyler, "Gallo" Rivera, Noise Bomb, liderado por Aki Kimura (originalmente del videojuego Need for Speed: ProStreet) y Free Ember Militia, dirigida por Faith Jones.
Jess, ahora dentro de La Casa, continúa su recopilación de información sobre las operaciones de La Casa para The Broker. Se entera de dos autos pintados en oro, un Mercedes-Benz AMG Clase G W463 2017 y un Lamborghini Aventador S 2018, equipados con tecnología ilegal que El Coleccionista, el jefe de La Casa, está exhibiendo y planea robarlos con la ayuda Tyler y Mac. Sin embargo, Lina y El Coleccionista se han adelantado y colocan bombas en los coches. Con la policía en plena persecución, Mac, Tyler y Rav transportan los coches fuera de la ciudad en un camión. Después de atravesar varios obstáculos, Tyler y Rav logran quitar las bombas y arrojarlas a los coches de policía que los persiguen, asegurando su escape.
Jess, que vuelve de incógnito, aprende más sobre las actividades de La Casa con la ayuda de Underground Soldier, que se hunde cuando su encubrimiento es descubierto. Sin embargo, Jess logra llevar los datos a The Broker, donde se entera de que El Coleccionista es solo un peón y de algo llamado Arkwright. Mientras tanto, Tyler y Mac compiten contra las últimas tres ligas: Diamond Block de Mitko Vasilev, Hazard Company de Holtzman y One Percent Club de Natalia "SuperNova" Nova, todos los cuales están en la nómina de La Casa. Después de ganar, Tyler y su equipo se enteran de que han logrado entrar en The Outlaw's Rush.
Sabiendo que Lina haría cualquier cosa para asegurarse de que no ganen, Rav equipa los autos con contramedidas que evitan que sean golpeados por los killswitches, que también se han instalado en varios autos de policía. Tyler decide correr tanto en la calle como en las carreras todoterreno. Durante el tramo callejero, Lina envía a los últimos jefes de la liga bajo su nómina para detenerlo, pero todos fallan. Durante el tramo todoterreno, Lina recurre a enviar a la policía tras Tyler, pero todas las tripulaciones que él y Mac han ganado como aliados intervienen creando múltiples distracciones en Fortune Valley, para alejar a los policías y acabar con las unidades que persiguen a Tyler.
Sin otra opción, Lina decide competir contra Tyler. Durante la carrera, El Coleccionista llama y le ofrece a Tyler que reemplace a Lina como su lugarteniente al convencerlo de que pierda la carrera, pero él se niega y lo rechaza. Frustrado por esto, El Coleccionista le advierte que muy pronto tendrá su venganza y finalmente, Tyler logra ganar The Outlaw's Rush por Silver Rock. Lina, indignada por su derrota, se marcha del lugar y El Coleccionista la llama para decirle que ha terminado de trabajar para él y acaba siendo rodeada por los matones de El Coleccionista mientras éste se marcha de la escena. El juego termina cuando la tripulación decide competir entre ellos a casa.
En una escena posterior a los créditos, el Sr. Kobashi, un cliente a quien Jess había llevado, llama a Weir y le dice que su apuesta funcionó y que El Coleccionista ha terminado. Le da la bienvenida a Weir al Arkwright antes mencionado y Weir cuelga, satisfecho.

## Desarrollo
En mayo de 2016, Ghost Games confirmó que un nuevo Need for Speed se encontraba en desarrollo y esperaban estrenarlo para 2017. Unos meses más tarde, en febrero de 2017, el director ejecutivo de Electronic Arts Andrew Wilson anunció que un nuevo Need for Speed sería presentado a lo largo del año 2017. Luego en junio de 2017, se confirmó el título del juego con un tráiler oficial presentado por EA. Días después, en la conferencia de la E3 2017, se presentaron más detalles y una demostración jugable del videojuego.
Need for Speed Payback fue desarrollado por Ghost Games, empresa con sede en Suecia que pertenece a EA, y utiliza el motor Frostbite. El desarrollo del videojuego estuvo a cargo de William Ho.

## Recepción
La revista PC World criticó negativamente varios aspectos del juego, como las microtransacciones, las mecánicas y la personalización de los vehículos. Por otro lado, la puntuación que obtuvo en Metacritic fue media, en todas las plataformas.